# Svenskt konstnärslexikon

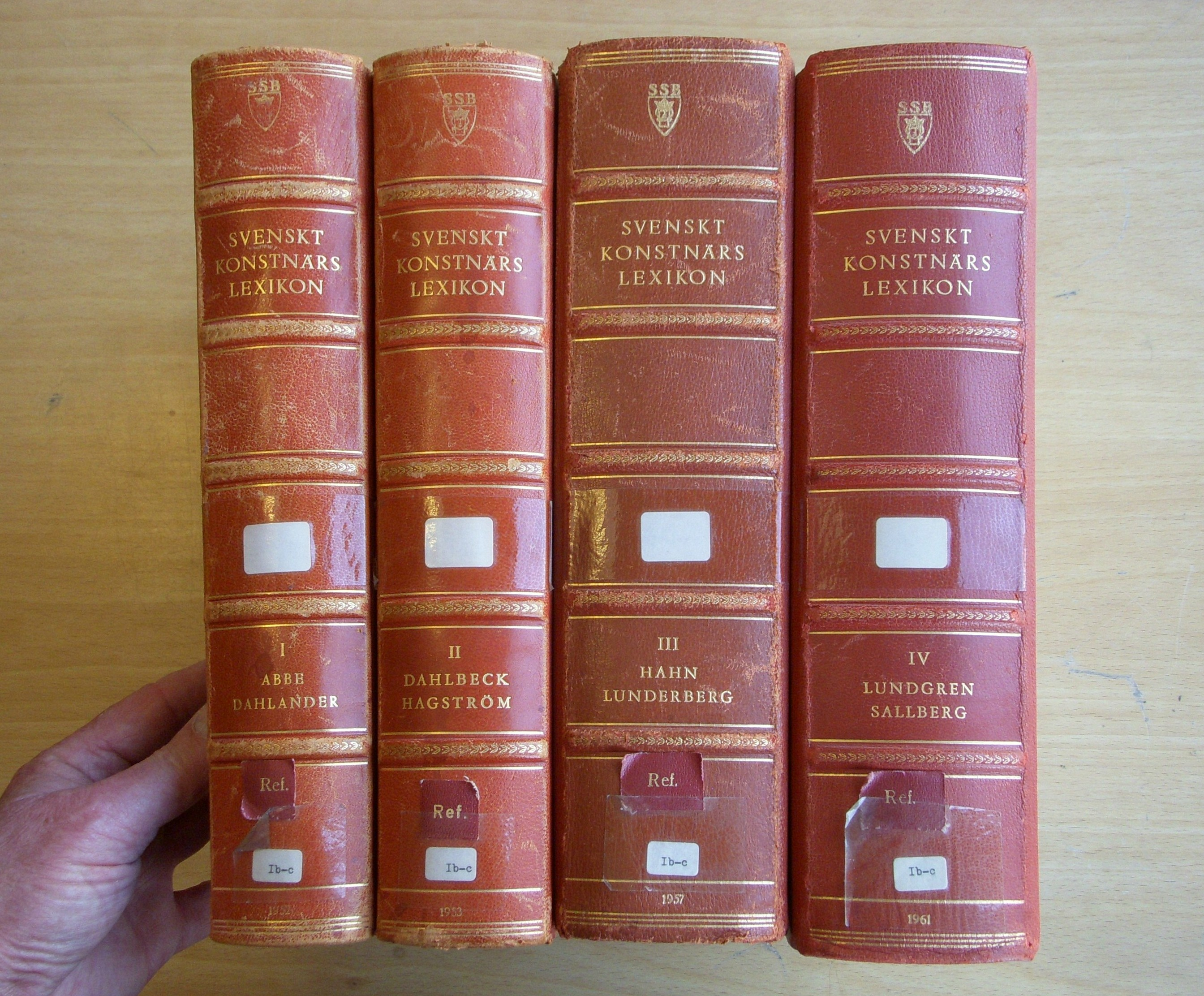
Svenskt konstnärslexikon 1–4.

Svenskt konstnärslexikon är ett uppslagsverk som omfattar svenska konstnärer och konsthistoria, vilket gavs ut av Allhems Förlag AB 1952–1967 i fem band. 
Uppslagsverket är på sammanlagt 4 200 sidor med 12 500 biografier och 7 500 bilder. Målsättningen var att verket så långt möjligt skulle omfatta alla i Sverige födda, som varit i Sverige eller utlandet verksamma, men även utländska konstnärer som varit verksamma i Sverige under längre tid. Som konstnärer har räknats målare, skulptörer och grafiker, men inte arkitekter eller sådana konsthantverkare vars verk helt är konstindustriella eller ornamentala. Utgivarna poängterade i förordet att artiklarna inte "bör tagas till intäkt för marknadsvärdering av en konstnärs alster".
Bokverket utkom i förlagsklotband och i röda och blå halvmarokängband med upphöjda bind. 
Huvudredaktörer var Gösta Lilja, Bror Olsson, Knut Andersson och S. Artur Svensson. Flera andra konsthistoriker och konstkännare ingick emellertid i redaktionskommittén eller bidrog som artikelförfattare, däribland Johnny Roosval, Ragnar Josephson och Karl Erik Steneberg.